# Antarktyka

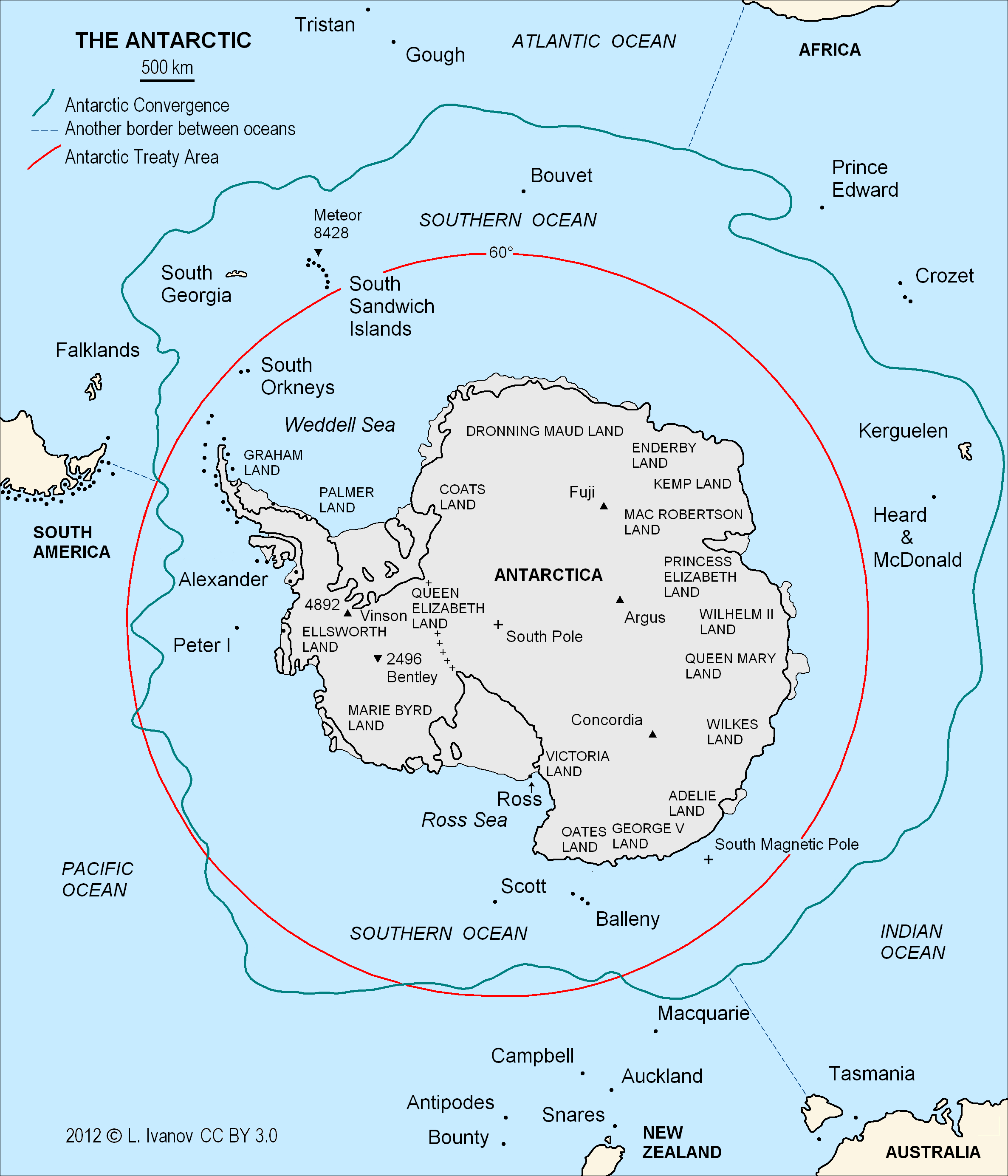
Antarktyka

Antarktyka – część świata znajdująca się na półkuli południowej, która obejmuje Antarktydę oraz otaczający ją Ocean Południowy i położone na nim wyspy. Międzynarodowo uznawaną granicą Antarktyki jest równoleżnik 60°S.
Status prawny Antarktyki i dozwoloną w tej części świata działalność określa Układ Antarktyczny i powiązane umowy, stanowiące międzynarodowe porozumienia (wśród sygnatariuszy jest także Polska). Naturalną granicę Antarktyki wyznacza strefa konwergencji antarktycznej, w której chłodne wody powierzchniowe znajdujące się wokół Antarktydy stykają się z cieplejszymi wodami subantarktycznymi i zanurzają się w nich.
Jest to obszar o bardzo surowym klimacie polarnym i subpolarnym (na północnych krańcach). Antarktyka nie ma rdzennych mieszkańców, a działalność ludzka ogranicza się zasadniczo do połowów, badań naukowych i turystyki.

## Etymologia i nazewnictwo geograficzne
Nazwa „Antarktyka” związana jest z położeniem regionu na półkuli południowej – po przeciwnej stronie globu ziemskiego wobec „Arktyki” na półkuli północnej, tj. w pozycji „anty” względem Arktyki. Stąd nazwa Anty-Arktyka, czyli Antarktyka.
Z uwagi na nieuregulowaną lub niejasną przynależność polityczną regionów antarktycznych, ich nazewnictwo geograficzne jest stosowane niekonsekwentnie – istnieje oficjalny wykaz nazw publikowany przez Komitet Naukowy Badań Antarktycznych (ang. Scientific Committee on Antarctic Research, SCAR), jednak poszczególne kraje stosują także własne nazewnictwo. Komisja Standaryzacji Nazw Geograficznych poza Granicami Rzeczypospolitej Polskiej stosuje egzonimy, które są już utrwalone w języku polskim i które stanowią część polskiego dziedzictwa kulturowego, oraz nazwy oryginalne z oficjalnych wykazów nazw, dając pierwszeństwo nazwom z oficjalnego wykazu SCAR.

## Geografia

### Granice

Antarktyka według prawa międzynarodowego: Ocean Południowy (błękitny) i otoczony nim kontynent Antarktydy

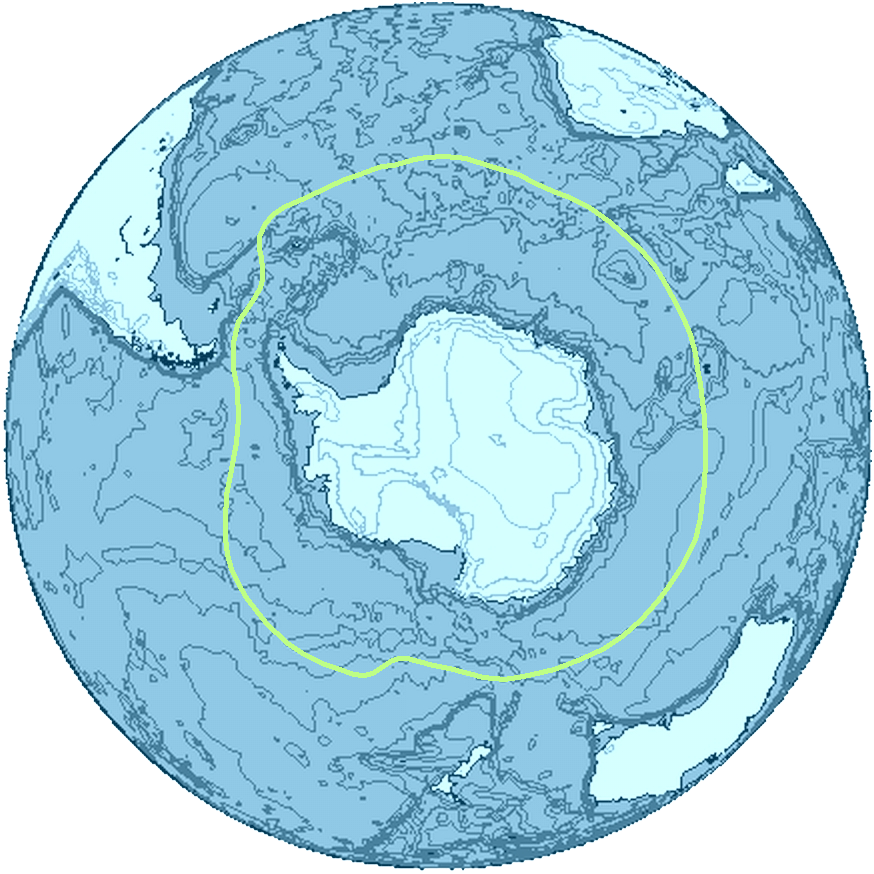
Antarktyka w granicach naturalnych (strefa konwergencji antarktycznej)

Antarktyka definiowana jest według różnych kryteriów .
Zgodnie z konwencją geograficzną, Antarktyka to obszar za południowym kołem podbiegunowym wyznaczonym przez 66. równoleżnik szerokości geograficznej południowej . Na obszarze na południe od południowego koła podbiegunowego występuje przynajmniej jeden dzień, kiedy słońce nie zachodzi (przesilenie letnie) i przynajmniej jeden dzień, kiedy słońce nie wschodzi (przesilenie zimowe) .
Według kryteriów oceanograficznych i klimatycznych, granice Antarktyki wyznacza strefa konwergencji antarktycznej – obszar, w którym następuje zapadanie chłodnych wód powierzchniowych otaczających Antarktydę pod cieplejsze wody subantarktyczne . Strefa konwergencji antarktycznej zmienia się co roku pod wpływem warunków klimatycznych i temperatury wód oceanu, ma ok. 20–50 km szerokości, mniej więcej odpowiada izotermie 10 °C i oscyluje wokół 58. równoleżnika szerokości geograficznej południowej . Przyjmując strefę konwergencji antarktycznej za granice Antarktyki, jej powierzchnia wynosi ok. 52,2 mln km² .
Według Układu Antarktycznego umowne granice Antarktyki wyznacza 60. równoleżnik szerokości geograficznej południowej .
Według SCAR nazwa „Antarktyka” (ang. The Antarctic) odnosi się do obszaru na południe od strefy konwergencji antarktycznej i w skład Antarktyki wchodzą :
- Antarktyda wraz z wyspami przybrzeżnymi i oceanicznymi, lodowcami szelfowymi, lodem morskim i oceanem
- Orkady Południowe
- Georgia Południowa
- Sandwich Południowy.

Wyspy położone na północ od 60. równoleżnika szerokości geograficznej południowej lub powyżej strefy konwergencji zaliczane są do subantarktyki.

### Klimat

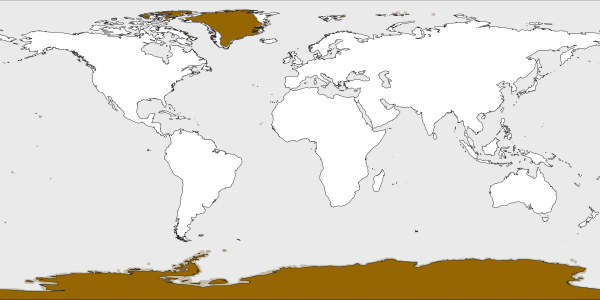
Klimat Antarktyki – klimat lądolodu (EF) – według klasyfikacji klimatów Köppena

Antarktyka znajduje się w strefie klimatu lądolodu (EF) – według klasyfikacji klimatów Köppena . Średnia roczna temperatura powietrza wynosi poniżej 0 °C . Zimy są mroźne, ze średnią miesięczną temperaturą od –20 do –65 °C, a najniższe temperatury występują pod koniec nocy polarnej . Dzienne wahania temperatury są niewielkie . 21 lipca 1983 roku stacja antarktyczna Wostok zarejestrowała –89,2 °C – najniższą temperaturę na Ziemi.
Opady są skąpe – od 50 do 500 mm – największe opady występują na wybrzeżach . Wieją tu silne wiatry katabatyczne .
Według klasyfikacji Okołowicza Antarktyka znajduje się w strefie klimatu okołobiegunowego – klimatu polarnego i klimatu subpolarnego .

### Flora i fauna

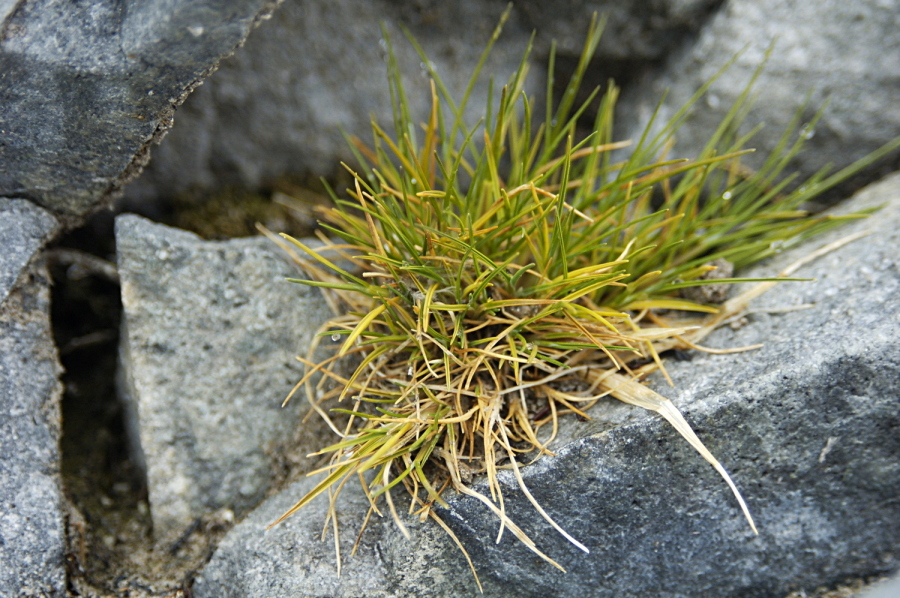
Śmiałek antarktyczny

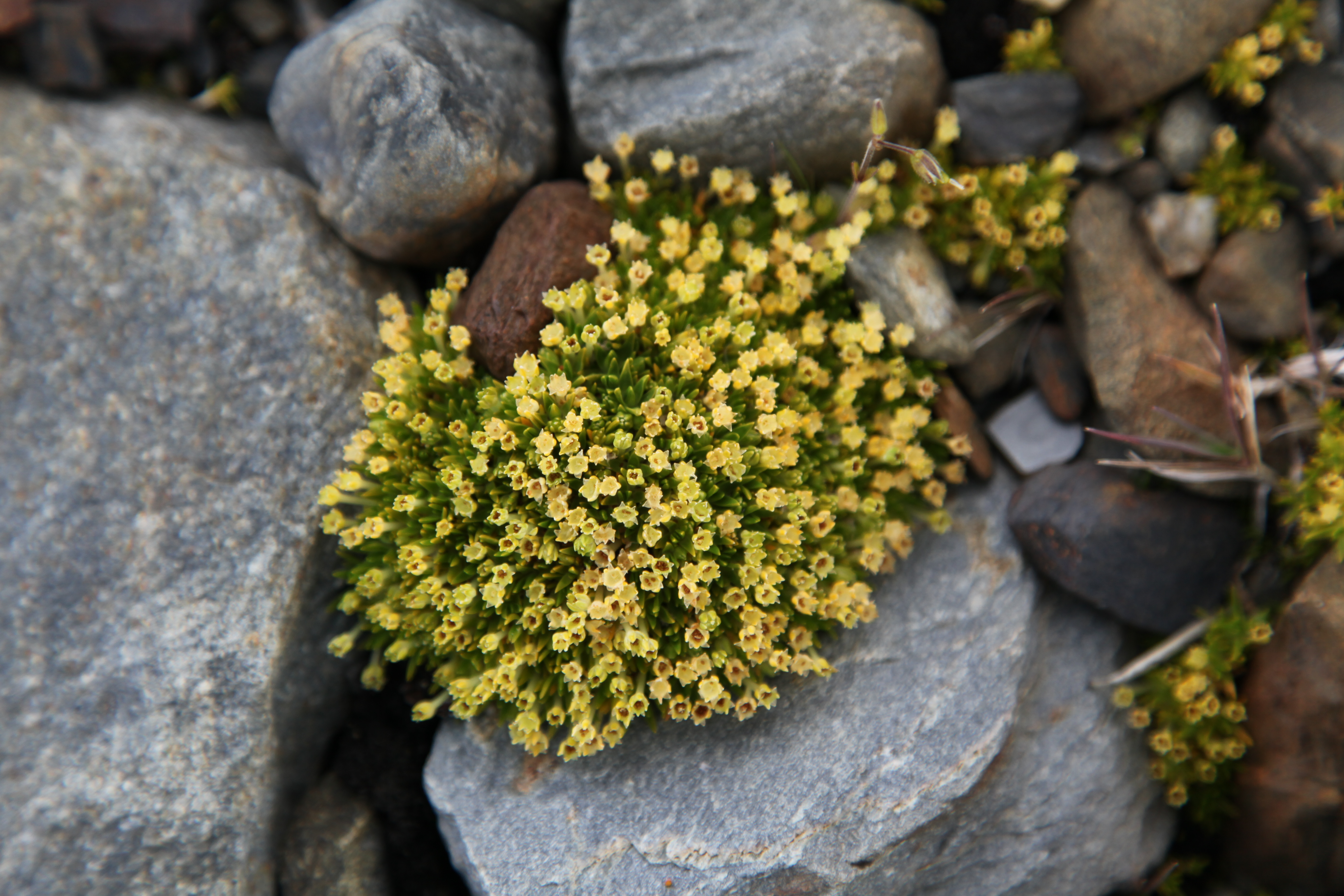
Kolobant antarktyczny

Różnorodność biologiczna flory antarktycznej jest uboga z uwagi na surowy klimat i izolację. Występują tu przede wszystkim mszaki, porosty, glony i sinice. Rosną tu jedynie dwa gatunki okrytonasiennych – śmiałek antarktyczny i kolobant antarktyczny, które występują do szerokości 68°42′S. Dla porównania w Arktyce na szerokości 68°42′N odnotowano ponad 1000 gatunków.
Na Antarktydzie występuje ponad 700 gatunków glonów, 200 porostów, ponad 50 gatunków mchów i grzybów Największa różnorodność gatunków występuje po zachodniej stronie Półwyspu Antarktycznego, gdzie panuje cieplejszy i bardziej wilgotny klimat niż w innych częściach kontynentu. W północnej i zachodniej jego części występują jedyne dwa gatunki okrytonasiennych – śmiałek antarktyczny i kolobant antarktyczny. Cechą charakterystyczną fauny antarktycznej jest brak rodzimych kręgowców lądowych. Świat zwierząt reprezentuje kilka gatunków bezkręgowców (pierwotniaków, wrotków, nicieni, niesporczaków i skoczogonków) .
Flora i fauna wysp antarktycznych jest słabo rozwinięta, głównie ze względu na izolację . Z uwagi na łagodniejszy i wilgotniejszy klimat niż na kontynencie Antarktydy, flora jest tu bardziej zróżnicowana. Na wybrzeżach największej z tych wysp – Południowej Georgii, gdzie wykształciła się gleba, rozwinęła się unikalna antarktyczna roślinność tundry, zdominowana przez formację roślinną tussock i mchy . Występuje tu 26 rodzimych gatunków roślin naczyniowych , kolejne 15 to gatunki obce. Nie ma tu rodzimych ssaków lądowych , gadów czy płazów. Na wyspie żyją stada dzikich reniferów – potomków zwierząt przewiezionych przez norweskich wielorybników na początku XX wieku . Inne gatunki obce to szczury, myszy, ryby, kury, króliki, koty, świnie, owce i bydło. Rodzime kręgowce lądowe są nieliczne, występują tu m.in. świergotek antarktyczny (Południowa Georgia) i kaczki (Południowa Georgia i Wyspy Kerguelena).
Na Bird Island odnotowano 12 gatunków okrytonasiennych, są to m.in. Acena sina, Acaena tenera, Callitriche antarctica, kolobant antarktyczny, Colobanthus sublatus, śmiałek antarktyczny, Hymenophyllum falklandicum, zdrojek błyszczący, wiechlina roczna, Poa flabellata, Ranunculus biternatus i Rostkovia magellanica.
W wodach Oceanu Południowego żyje wiele gatunków ssaków morskich, przede wszystkim wielorybów (występują tu m.in. kaszaloty spermacetowe, zyfiowate, orki oceaniczne, płetwale błękitne i humbaki) i fok (występują tu m.in. lamparty morskie, foki Rossa, foki Weddella, krabojady, kotiki antarktyczne i mirungi).

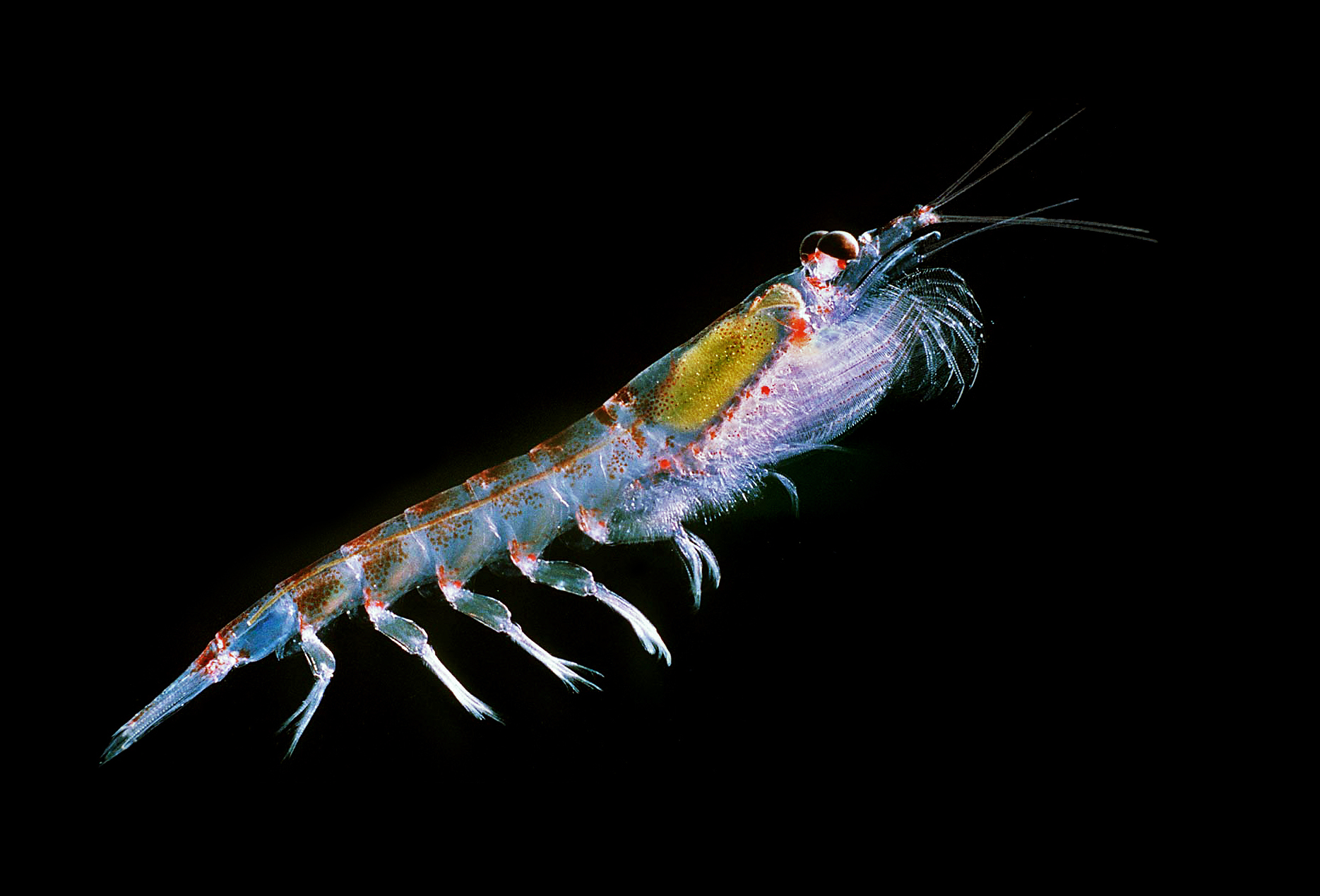
Kryl antarktyczny

W wodach Antarktyki występuje jedynie kilka gatunków ryb: antar patagoński (Dissostichus eleginoides), antar polarny (Dissostichus mawsoni), kergulena (Champsocephalus gunnari) oraz przedstawiciele rodzaju Notothenia.
W Oceanie Południowym żyje ok. 70 gatunków głowonogów. Dno morskie zamieszkują skorupiaki, szkarłupnie, mięczaki i inne zwierzęta tworzące bentos – w pewnych regionach Antarktyki odnotowano 155000 osobników na metr kwadratowy. Odnotowano tu również obecność dwóch gatunków salp – Salpa thompsoni i Ihlea racovitzai. Wody antarktyczne zamieszkuje pięć gatunków kryla, przy czym najbardziej rozpowszechnionym tu gatunkiem jest kryl antarktyczny.

## Historia
Przekonanie o istnieniu rozległego kontynentu na południu kuli ziemskiej istniało od czasów starożytnych, kiedy Arystoteles (384–322 p.n.e.) postulował istnienie lądu na południu dla „zrównoważenia” mas lądu Europy, Azji i Afryki na półkuli północnej. Północny region polarny nazwał „Arktos” (gr. Άρκτος, co oznacza „niedźwiedź” i jest nawiązaniem do dobrze znanego na półkuli północnej gwiazdozbioru Wielkiej Niedźwiedzicy), a hipotetyczny południowy region polarny – „Antarktos” (gr. ἀνταρκτικός) – anty-arktos. Inni greccy filozofowie Eratostenes (276–194 p.n.e.), Seleukos z Seleucji (II w. p.n.e.), Hipparchos z Nikei (ok. 190–120 p.n.e.) i Strabon (ok. 63 p.n.e. – 24 n.e.) twierdzili, że Ocean Indyjski jest otoczony lądem.
Ptolemeusz (ok. 100–168), bazując na obliczeniach Posejdoniosa z Rodos (ok. 140/130–50 p.n.e.), według których glob ziemski był o 25% mniejszy niż w rzeczywistości, wydedukował obecność dużych mas lądu na południe od Oceanu Indyjskiego. Hipotetyczny kontynent nazwał Terra Incognita (pol. „nieznany ląd”).
Według ustnej tradycji Maorysów zamieszkujących jedną z Wysp Cooka – Rarotongę – ok. 650 roku n.e. żeglarz z Rarotongi Ui-te-Rangiora popłynął na południe od Aotearoy, gdzie ujrzał lodową krainę  – zamarznięte wody oceanu. Kolejnym żeglarzem, który widział lodową krainę miał być polinezyjski odkrywca Tamarereti .

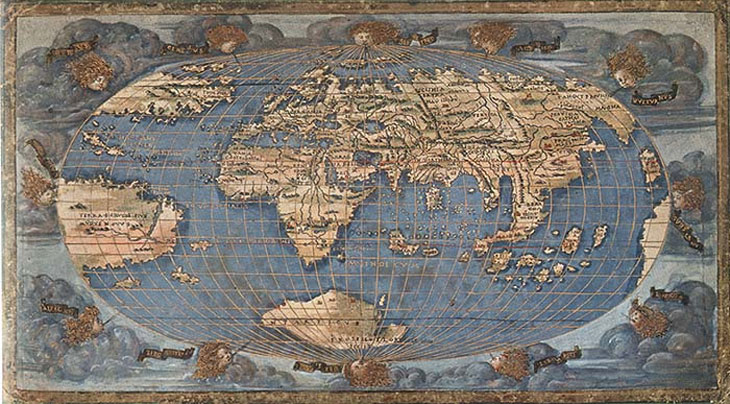
Mapa Rosselliego z 1508 roku z kontynentem południowym oznaczonym jako „Antarctica”

Nieznany południowy kontynent jest przedstawiony na mapie Piri Reisa z 1513 roku, która miała zawierać informacje z mapy Krzysztofa Kolumba (1451–1506) (która nie przetrwała). W lewym dolnym rogu mapy zaznaczono wybrzeże lądu przypominające wybrzeże Antarktydy. Na tej podstawie wysnuto błędne teorie, o tym, że przedstawia ona Antarktydę zanim została pokryta lodem.
Przez wieki mityczny południowy kontynent pojawiał się na mapach jako Terra Australis, m.in. na mapie z 1531 roku francuskiego geografa Oronteusa Finaeusa (1494–1555), na mapie globu niemieckiego matematyka Johannesa Schönera (1477–1547) z 1532 roku, na mapie świata z 1569 roku flamandzkiego geografa Gerarda Merkatora (1512–1594) czy mapie z 1570 roku innego flamandzkiego geografa Abrahama Orteliusa (1527–1598). W 1508 roku na mapie włoskiego grawera Francesco Rosselliego (1445–1513) ląd na południu oznaczony został po raz pierwszy jako „Antarctica”. Na podstawie informacji zebranych przez Holenderską Kompanię Wschodnioindyjską pierwszą mapę Antarktydy Polus Antarcticus sporządził holenderski kartograf Jodocus Hondius II (1587–1644).
Pierwszych opisów klimatu antarktycznego dostarczył włoski nawigator w służbie Portugalii Amerigo Vespucci (1451–1512), który opisał skaliste wybrzeża, bezludne najprawdopodobniej z uwagi na panujące tam ekstremalne zimno. W 1501 roku Vespucci miał ujrzeć Georgię Południową.

### Odkrywcy i badacze Antarktyki

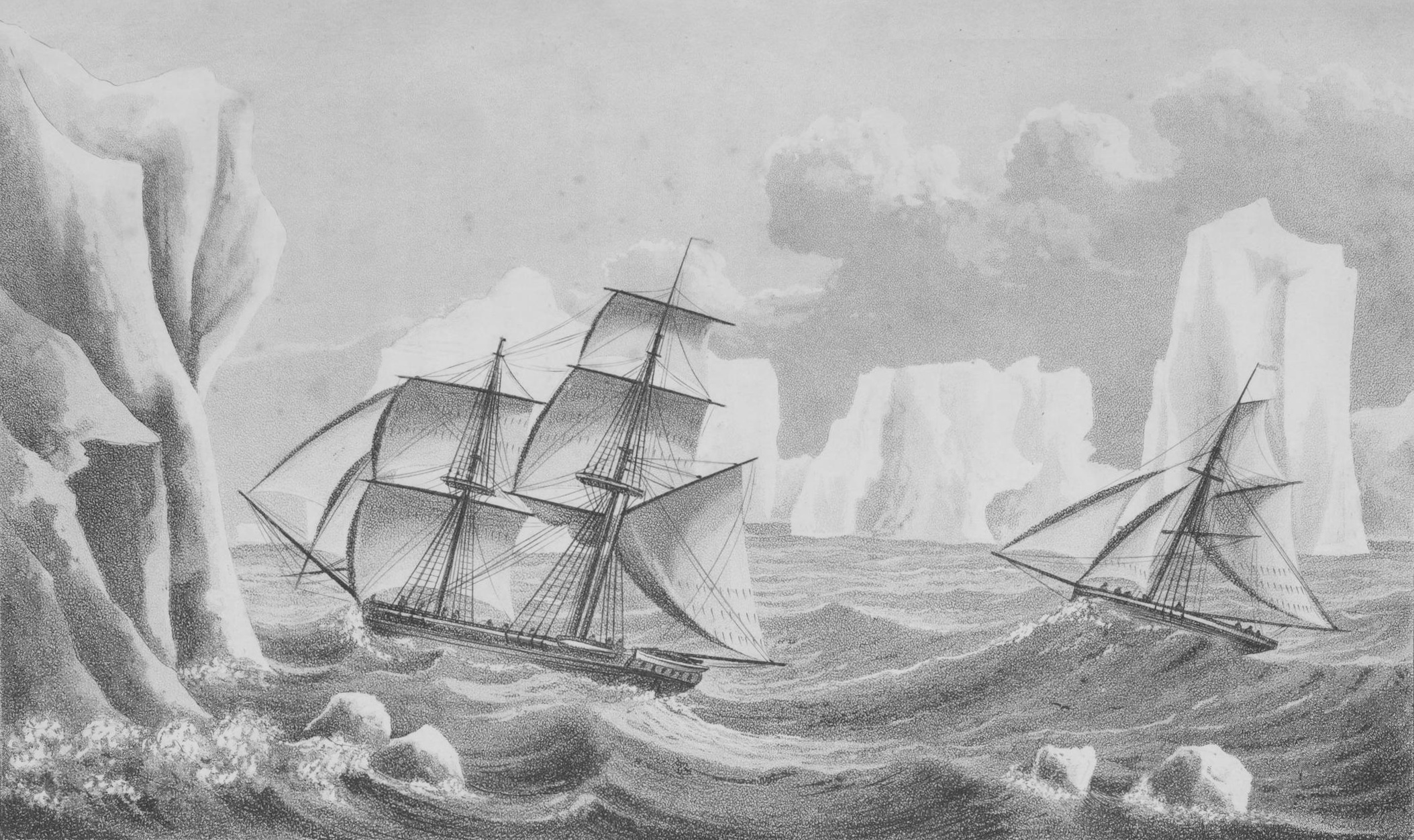
Ilustracja z książki Weddella: statki Jane i Beaufoy biorące udział w jego drugiej wyprawie

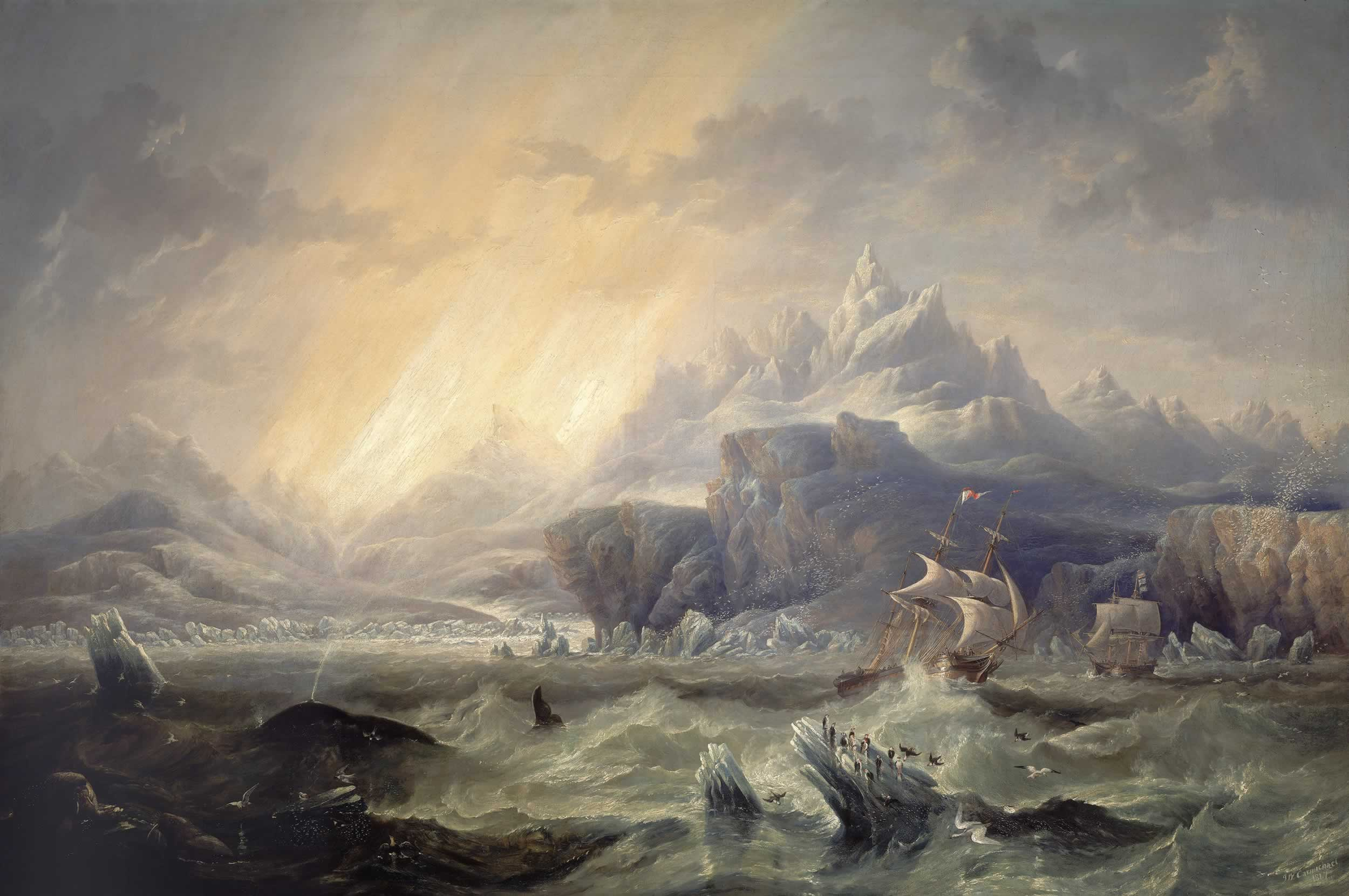
Wyprawa Rossa – HMS Erebus i Terror w Antarktyce (1847), obraz brytyjskiego malarza Johna Wilsona Carmichaela (1800–1868)

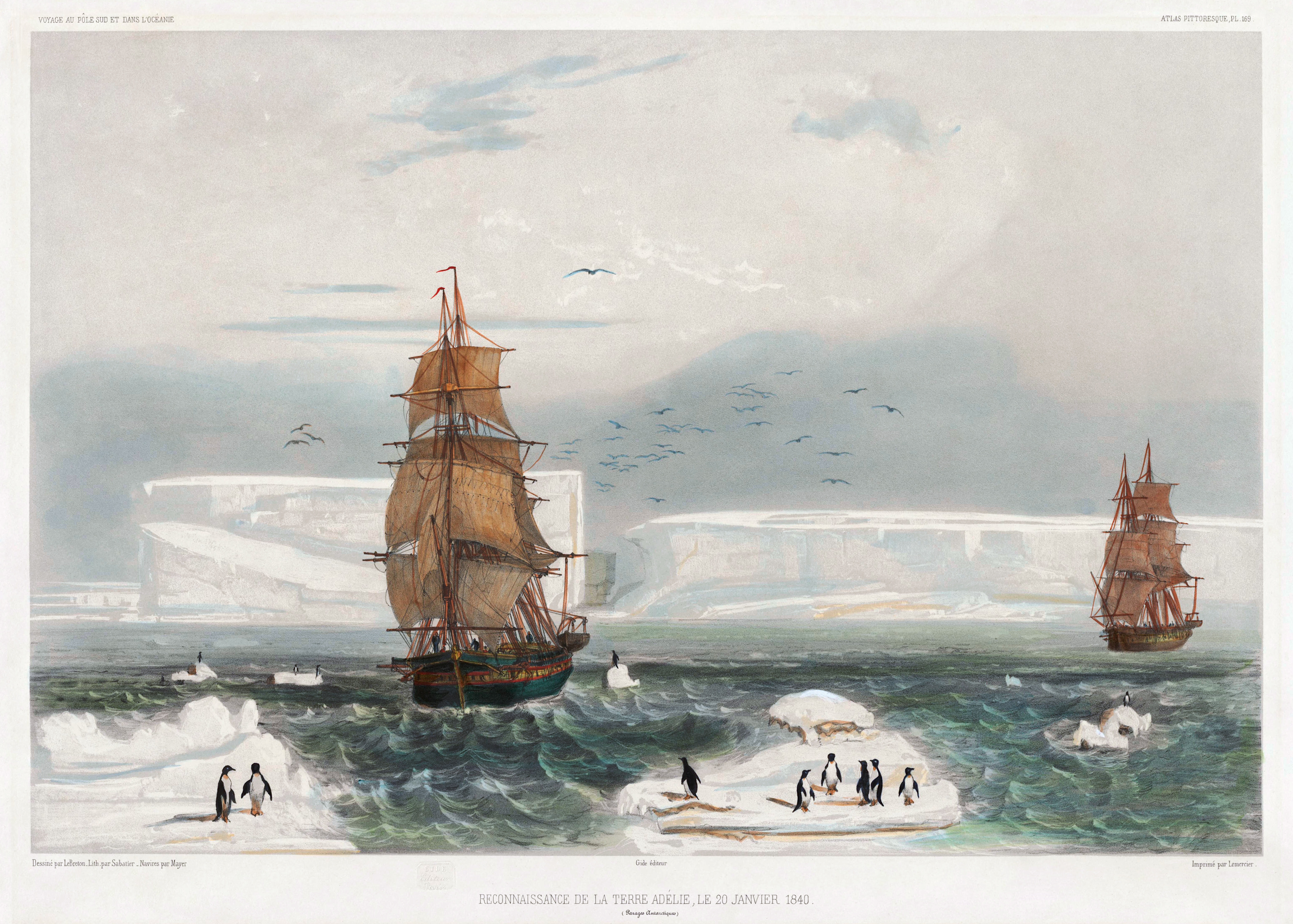
Reconnaissance de la Terre Adélie (1846)

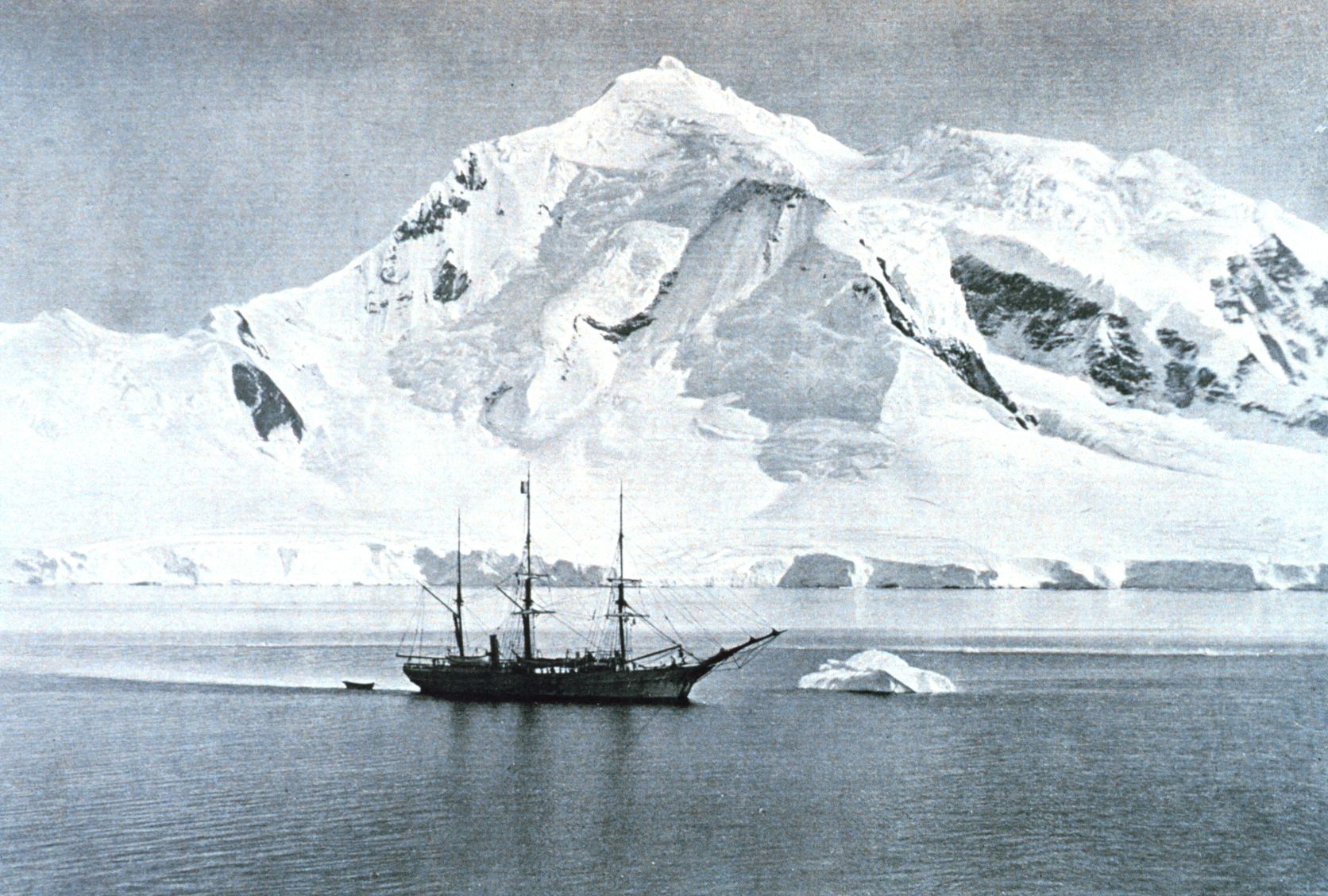
Belgica – statek Belgijskiej Wyprawy Antarktycznej zakotwiczony przy Mount William

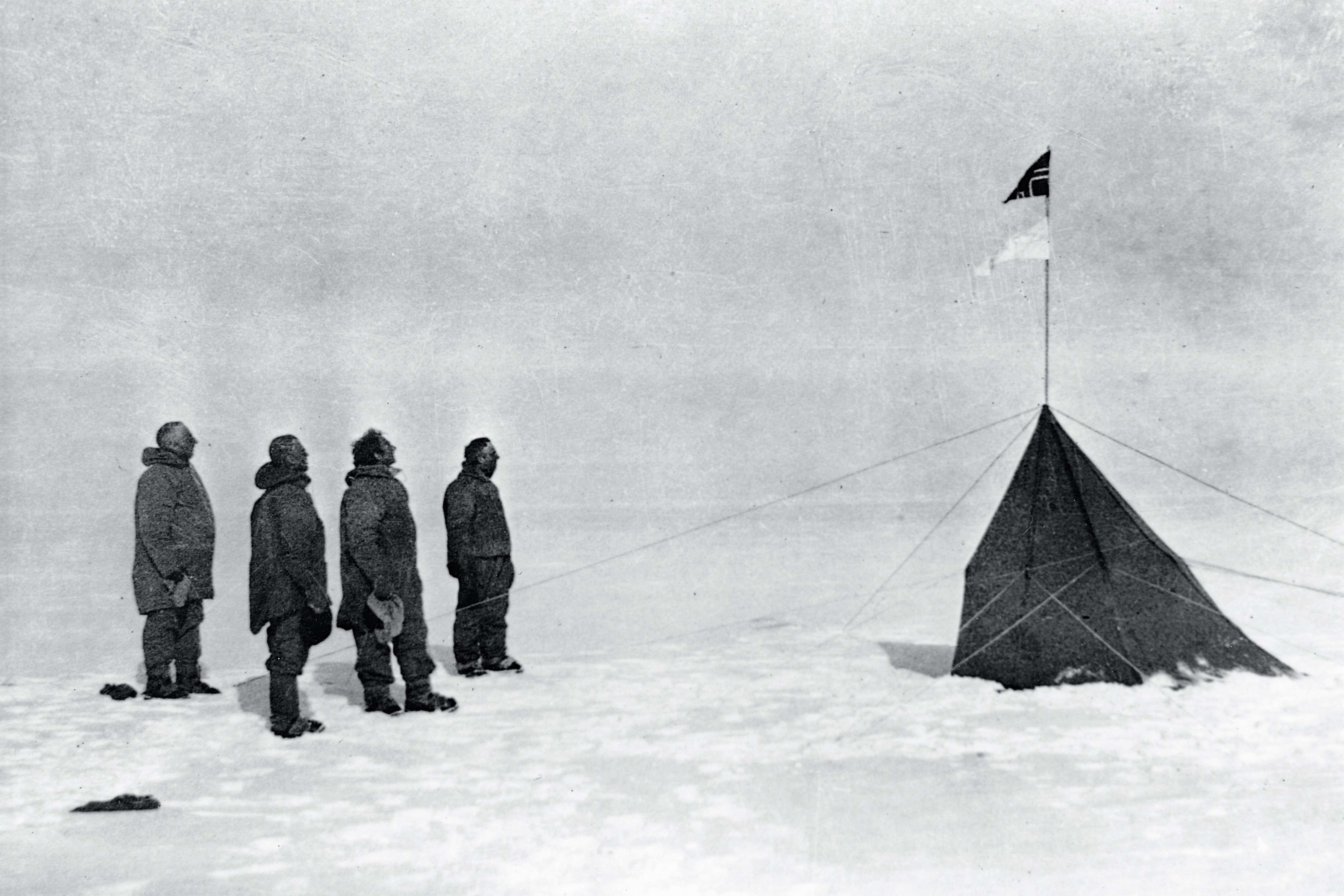
Zdjęcie wykonane 16 grudnia 1911 roku na biegunie południowym przez Olava Bjaalanda

Do XVIII wieku europejscy żeglarze sporadycznie zapuszczali się na wody antarktyczne – w 1520 roku portugalski żeglarz Ferdynand Magellan (1480–1521) opłynął Amerykę Południową . Dopiero wyprawa Jamesa Cooka (1728–1779) w latach 1772–1775 przekroczyła (trzykrotnie) koło podbiegunowe południowe, opłynęła Antarktydę i dotarła do 71°10‘S 106°54‘W. Przy każdorazowym przekroczeniu koła podbiegunowego wyprawa napotykała na barierę lodową i góry lodowe, które uniemożliwiały eksplorację drogą morską. W 1775 roku Cook odkrył wyspy antarktyczne – Georgię Południową i Sandwich Południowy, który uznał za „najbardziej niegościnne wybrzeże na świecie”. W tym samym roku Cook doszedł do wniosku, że kontynent południowy istnieje w pobliżu bieguna południowego, jest niezamieszkany i niedostępny drogą morską, przez co nie jest atrakcyjny pod względem komercyjnym ani dla dalszej eksploracji.
Pod koniec XVIII wieku w obszarze antarktycznym zaczęli działać łowcy fok, którzy zmapowali niektóre subantarktyczne wyspy i szlaki morskie, lecz informacje te były strzeżone, by chronić lokalizację łowisk . W XIX w. ruszyły wyprawy odkrywcze i naukowe, m.in. w poszukiwaniu bieguna magnetycznego i celem obrony interesów narodowych w regionie .
Nie jest do końca jednoznacznie ustalone, kto po raz pierwszy ujrzał Antarktydę – pierwszymi, którzy zobaczyli nowy kontynent mogli być :
- Fabian Bellingshausen (1778–1852) – Niemiec bałtycki w służbie carskiej marynarki kierujący rosyjską ekspedycją za południowe koło podbiegunowe, który ujrzał lądolód 27 stycznia 1820 roku;
- Edward Bransfield (1785–1852) – oficer Royal Navy kierujący brytyjską wyprawą do Antarktyki, który 30 stycznia 1820 roku ujrzał ląd uznany później za Półwysep Antarktyczny;
- Nathaniel Palmer (1799–1877) – amerykański kapitan statku polującego na foki, który 18 listopada 1820 roku ujrzał ląd Półwyspu Antarktycznego wzdłuż Orléans Strait.

W grudniu 1821 roku zarówno Nathaniel Palmer, jak i Brytyjczyk George Powell (1794–1824) odkryli Orkady Południowe . 20 lutego 1823 roku angielski żeglarz i oficer Royal Navy James Weddell (1787–1834), penetrując akwen morski nazwany później jego imieniem, osiągnął szerokość 74°15′S – był to najdalej na południe wysunięty punkt, do którego dotarł wówczas człowiek .
W I połowie XIX w. ekspedycje do Antarktyki wysłały Wielka Brytania (wyprawa Jamesa Clarka Rossa w latach 1839–1843), Francja (wyprawa Jules’a Dumont d’Urville’a w latach 1837–1840) i Stany Zjednoczone (wyprawa Charles’a Wilkesa w latach 1838–1842) . Odkryto wówczas m.in. Morze Rossa, Ziemię Wiktorii, Ziemię Adeli .
Pod koniec XIX w., wobec pierwszych oznak zaniku populacji wielorybów na północy globu wskutek ich nadmiernego odłowu, norwescy wielorybnicy zaczęli badać możliwości połowów na południu . W latach 1892–1894 Christen Christensen (1845–1923) zorganizował dwie wyprawy zwiadowcze w poszukiwaniu wielorybów pod kierownictwem Carla Antona Larsena (1860–1924), które zapoczątkowały rozwój wielorybnictwa w wodach Antarktyki.
W 1895 roku Szósty Międzynarodowy Kongres Geograficzny w Londynie przyjął rezolucję wzywającą do zbadania Antarktyki, która była najważniejszym obszarem jeszcze niezbadanym. Na wezwanie jako pierwsza odpowiedziała Belgia, organizując Belgijską Wyprawę Antarktyczną w latach 1897–1899. Wśród członków ekspedycji znalazło się wielu znanych badaczy z różnych krajów, m.in. Roald Amundsen (1872–1928), Henryk Arctowski (1871–1958) i Antoni Bolesław Dobrowolski (1872–1954). Wyprawa ta uznawana jest za przełom w historii ekspedycji antarktycznych – dokonano wówczas pierwszego zimowania na Antarktydzie i zgromadzono wiedzę kluczową dla dalszych badań antarktycznych w zakresie geologii, meteorologii, glacjologii i oceanografii.
W grudniu 1911 roku Roald Amundsen (1872–1928) z wyprawą norweską jako pierwszy zdobył biegun południowy , miesiąc później do bieguna dotarł z ekspedycją brytyjską Robert Falcon Scott (1868–1912) . W latach 1914–1917 przejścia przez kontynent próbował Ernest Shackleton (1874–1922) z brytyjską Imperialną Ekspedycją Transantarktyczną, jednak próba nie powiodła się .
Systematyczne badania Antarktydy rozpoczęto w 1928 roku , a Richard Byrd (1888–1957) prowadził przeloty nad kontynentem z pierwszej stacji Little America . W 1958 roku jako pierwsi przebyli w poprzek Antarktydę Brytyjczyk Vivian Fuchs (1908–1999) i Nowozelandczyk Edmund Hillary (1919–2008) – uczestnicy Wyprawy Transantarktycznej Brytyjskiej Wspólnoty Narodów (1957–1958) .
Na Antarktydzie zaczęto zakładać stacje polarne prowadzące badania naukowe z zakresu kartografii, geologii, oceanologii, glacjologii, meteorologii i magnetyzmu ziemskiego .
W 1958 roku powstał Komitet Naukowy Badań Antarktycznych (ang. Scientific Committee of Antarctic Research, SCAR), w którego skład weszło 12 państw biorących udział w badaniu Antarktyki (Argentyna, Australia, Belgia, Chile, Francja, Norwegia, Nowa Zelandia, Związek Południowej Afryki, USA, Wielka Brytania i ZSRR) . Celem SCAR jest inicjowanie, rozwijanie i koordynacja badań naukowych w Antarktyce.
Współcześnie w Antarktyce i na Anatarktydzie działa kilkadziesiąt stacji badawczych – stałych i o charakterze sezonowym .

#### Polska obecność w Antarktyce

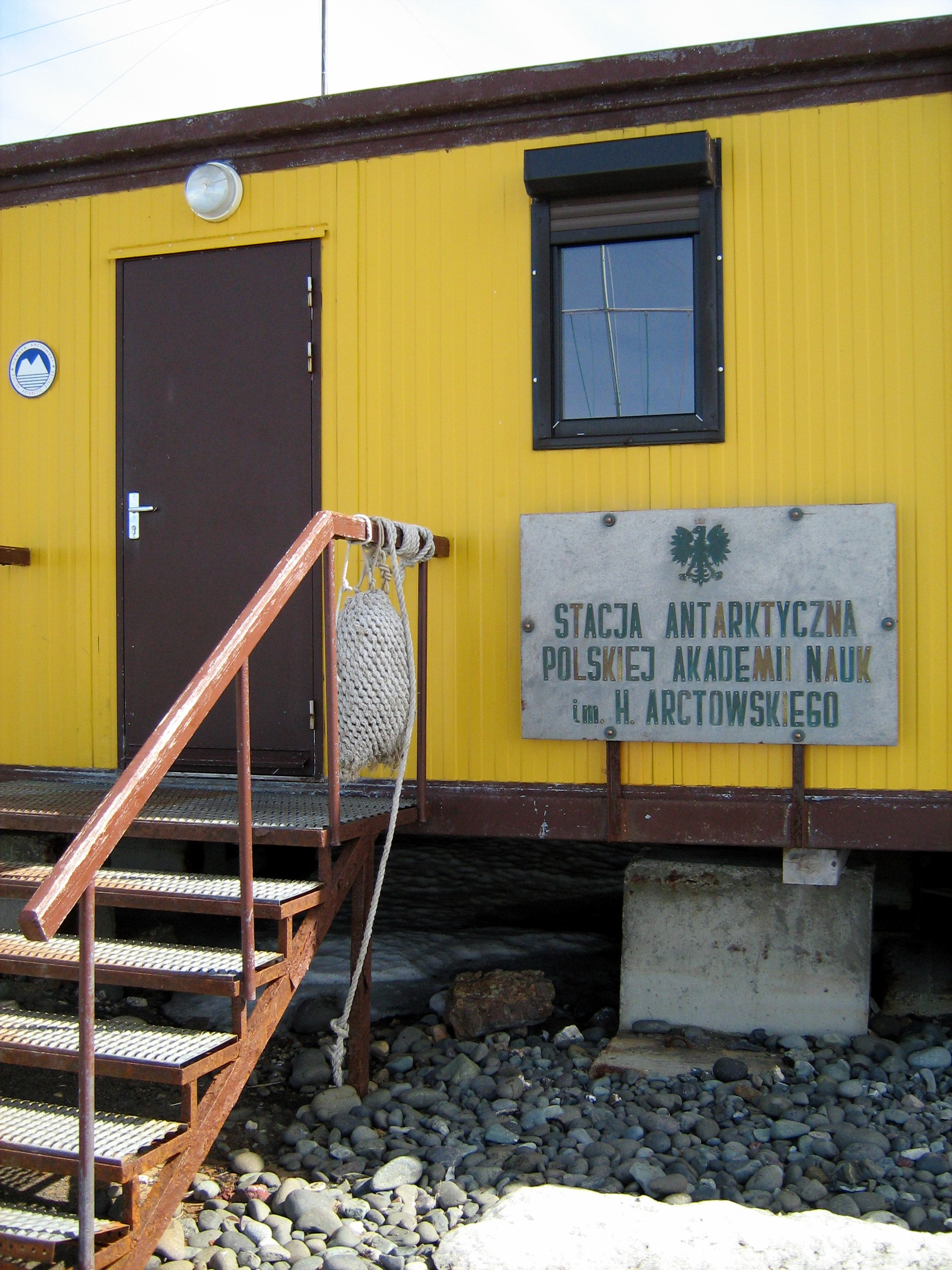
Wejście do polskiej stacji badawczej im. Arctowskiego

Po II wojnie światowej Polska zaangażowała się w badania Antarktyki. W styczniu 1959 roku wyprawa Polskiej Akademii Nauk pod kierunkiem Stefana Różyckiego i Wojciecha Krzemińskiego przejęła od ZSRR stację naukową Oazis w Oazie Bungera, nazwaną stacją im. A.B. Dobrowolskiego. Ze względu na trudny dostęp, możliwy tylko drogą lotniczą przy radzieckim wsparciu logistycznym, badania w tej stacji odbywały się tylko w antarktycznym lecie 1965–1966 i na początku 1979 roku. Ostatnia wyprawa naukowa prowadziła m.in. badania geodezyjne, geomorfologiczne, meteorologiczne; stacji później już nie używano, została zakonserwowana i zamknięta. Badania Antarktyki prowadzono również w latach 1964–1974 w ramach Międzynarodowego Programu Biologicznego oraz programu UNESCO „Człowiek i Biosfera”. Polscy naukowcy prowadzili prace także na stacjach radzieckich, w szczególności Mołodiożnaja i Mirnyj .
W 1975 roku wyruszyły na Antarktydę dwa statki I Polskiej Ekspedycji Morskiej PAN, rok później II Polskiej Ekspedycji Krylowej, prowadzące prace biologiczne nad krylem. Z inicjatywy Stanisława Rakusy-Suszczewskiego w 1977 roku na Wyspie Króla Jerzego założono polską stałą Stację im. Henryka Arctowskiego. Stacja Arctowski rozpoczęła działalność 26 lutego 1977 roku i od tamtej pory działa stale, z załogą zimową liczącą ok. 19 osób, w lecie znacznie liczniejszą. Prowadzone są w niej badania z zakresu m.in.: biologii, hydrologii, oceanologii, geologii, geomorfologii i medycyny .
W 1992 roku norweski podróżnik Erling Kagge jako pierwszy samotnie zdobył biegun południowy . W 1995 roku samotnego zdobycia bieguna dokonał polski podróżnik Marek Kamiński (w tym samym roku zdobył również biegun północny).

## Sytuacja prawna
Przed odkryciem Antarktydy kontynent pozostawał niezamieszkany. Po jego odkryciu uznawany był za terra nullius – ziemię nienależącą do nikogo. Na początku XX w. kilka państw zaczęło rościć sobie prawa do różnych części Antarktyki:
- Wielka Brytania w 1908 roku proklamowała pomiędzy równoleżnikiem 60°S oraz południkami 20°W i 80°W a biegunem południowym Brytyjskie Terytorium Antarktyczne (ang. British Antarctic Territory), które obejmowało m.in. Ziemię Grahama, Orkady Południowe, Szetlandy Południowe, Georgię Południową i Sandwich Południowy[57]; Georgia Południowa i Sandwich Południowy wchodzą w skład brytyjskiego terytoria zamorskiego Georgia Południowa i Sandwich Południowy[58]
- Nowa Zelandia w 1923 roku otrzymała od Wielkiej Brytanii obszar od bieguna południowego do 60°S na północy i od południka 160°E do południka 150°W – Dependencję Rossa (ang. Ross Dependency)
- Francja rości sobie prawa do Terre-Adélie w Antarktydzie Wschodniej pomiędzy południkami 136°E a 142°E
- Australia rości sobie prawa do największej części Antarktyki – pomiędzy równoleżnikiem 60°S oraz południkami 45°E i 160°E a biegunem południowym.

Roszczenia wysuwają również Norwegia, Chile, Argentyna i Rosja.
1 grudnia 1959 w Waszyngtonie 12 państw, które podczas III Międzynarodowego Roku Geofizycznego (1957–1958) prowadziły badania geograficzne na Antarktydzie, podpisało Układ Antarktyczny – traktat, który przewiduje m.in.: wykorzystanie obszaru Antarktyki wyłącznie do celów pokojowych, zakaz wszelkich działań militarnych; wolność badań naukowych w Antarktyce i współpracę międzynarodową, przede wszystkim w zakresie wymiany informacji oraz wymiany personelu między stacjami i ekspedycjami . Sam układ nie rozstrzyga roszczeń wysuniętych przed jego podpisaniem, lecz poprzez zobowiązanie stron do współpracy, powoduje, że sprawy terytorialne zeszły na drugi plan, przynajmniej na okres trwania układu.
W 1964 roku strony przyjęły tekst Uzgodnionych środków zachowania fauny i flory Antarktyki (ang. Agreed Measures for the Conservation of Antarctic Fauna and Flora) obejmujące ochroną Antarktykę oraz wszystkie wyspy i lodowce szelfowe na południe od 60°S .
W 1980 roku ustanowiono Konwencję o ochronie żywych zasobów morskich Antarktyki (ang. Convention for the Conservation of Antarctic Marine Living Resources), a w 1988 roku Konwencję regulująca eksploatację surowców mineralnych na Antarktydzie (ang. Convention on the Regulation of Antarctic Mineral Resource Activities) . W 1991 roku przyjęto Protokół o ochronie środowiska naturalnego (ang. Protocol on Environmental Protection to the Antarctic Treaty).
Od 1959 roku do Układu przystąpiły kolejne 42 kraje – 17 z nich, prowadzących znaczące badania w Antarktyce, otrzymało prawo głosu podczas konsultacji – pozostałe 25 mają status obserwatora (stan na 2021 rok). Polska przystąpiła do Traktatu i jako 13. państwo została dopuszczona do konsultacji .

## Gospodarka
Na obszarze terytorium objętego Układem Antarktycznym prowadzone są przede wszystkim badania naukowe . Ograniczona działalność gospodarcza sprowadza się do turystyki i rybołówstwa .
Na terenie Antarktydy występują złoża rud żelaza, chromu, miedzi, złota, platyny i węgla, przy czym zakaz komercyjnego wydobycia surowców mineralnych jest zapisany w Protokole o ochronie środowiska naturalnego . Zakaz wprowadzony jest na czas nieokreślony i obowiązuje od 1 stycznia 1998 roku.
Połowy regulowane są przez Komisję ds. ochrony żywych zasobów morskich Antarktyki (ang. Commission for the Conservation of Antarctic Living Marine Resources, CCAMLR) . Obecnie (stan na 2021) poławiany jest kryl antarktyczny, antar patagoński i antar polarny oraz kergulena.

### Turystyka

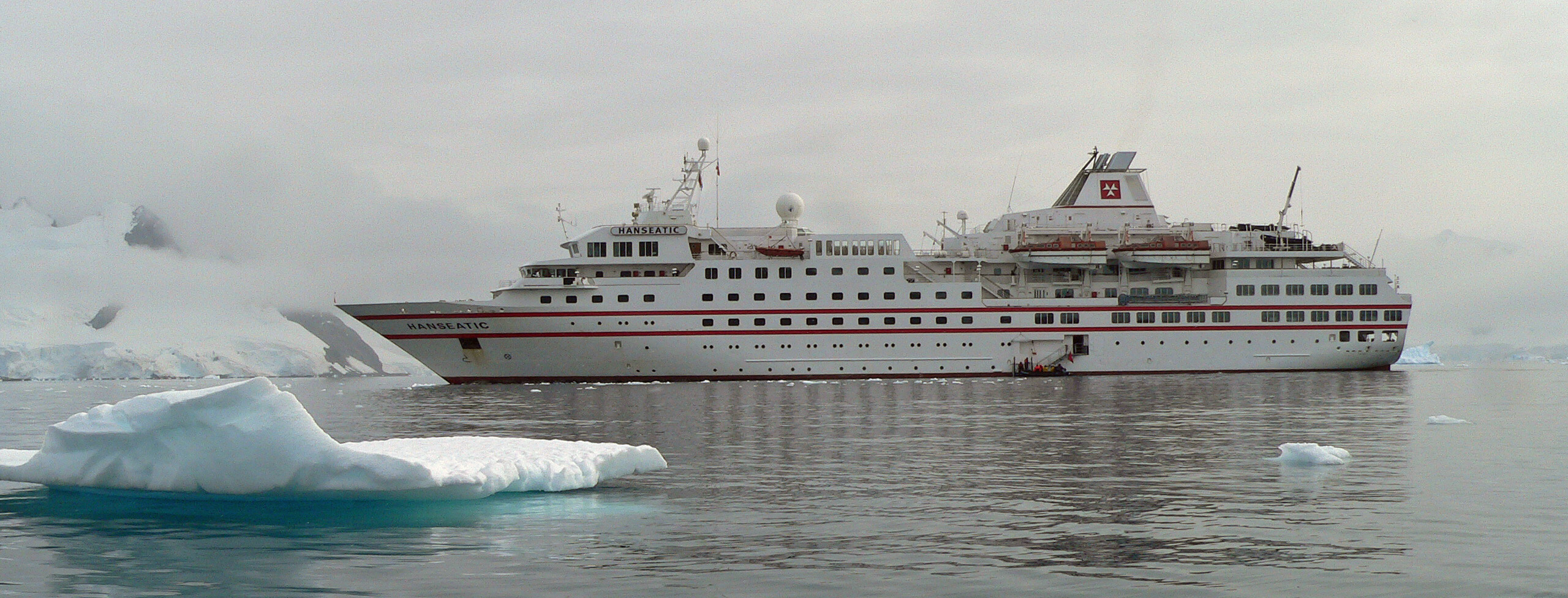
Statek pasażerski MS Hanseatic w Paradise Bay u wybrzeży Półwyspu Antarktycznego

Turystyka w regiony antarktyczne rozwija się od 1956 roku . Organizowane są m.in. rejsy statkami, przeloty samolotami pasażerskimi (np. przeloty organizowane są od 1977 roku z Australii), wizyty w stacjach naukowych, wyprawy w celu uprawiania wspinaczki wysokogórskiej, narciarstwa, fotografowania przyrody lub powożenia psimi zaprzęgami . Ruch turystyczny regulowany jest poprzez Protokół o ochronie środowiska naturalnego oraz Wytyczne turystyczne (ang. Tourism Guidelines).
W sezonie 2018/2019 obszar objęty Układem Antarktycznym odwiedziło 56 tys. turystów, z których większość przybyła na statkach pasażerskich na Półwysep Antarktyczny. Większość biur podróży organizujących wycieczki do Antarktyki należy do Międzynarodowego Stowarzyszenia Antarktycznych Operatorów Turystycznych(ang. International Association of Antarctica Tour Operators, IAATO), które bierze udział jako organizacja ekspercka w konsultacjach w ramach systemu Układu Antarktycznego.
Prowadzone są badania naukowe nad wpływem ruchu turystycznego na stan polarnego środowiska naturalnego .